# 呉克烈
呉 克烈（オ・グンニョル、朝鮮語：오극렬、1930年1月7日 - 2023年2月9日）は、朝鮮民主主義人民共和国の軍人、政治家。朝鮮人民軍における軍事称号（階級）は大将。
朝鮮人民軍総参謀長、朝鮮労働党中央委員会政治局員、同政治局員候補、党作戦部長、中央人民委員会委員、最高人民会議代議員、朝鮮民主主義人民共和国国防委員会副委員長などを歴任した。

## 経歴
1930年、中華民国吉林省出身。万景台革命学院・金日成総合大学卒業。金日成邸で10歳年下の金正日と共に2年間すごした呉は、金正日の義兄弟とも言われるほど金正日と強い絆を結び、金正日の野望を目覚めさせた政治的師匠ともされる。
1962年にソビエト連邦に留学しソ連空軍大学を卒業。
1964年11月、少将に昇進し、金策空軍大学学部長に就任。
1967年10月、中将に昇進し、空軍司令官に就任。同年11月、最高人民会議の第4期代議員に当選。
1970年11月、党中央委員会の委員に就任。
1972年12月、最高人民会議の第5期代議員に当選。
1977年10月、副参謀長に就任。同年11月、最高人民会議の第6期代議員に当選。
1979年9月、党政治局員候補に就任。同年9月、総参謀長に就任。
1980年9月、上将に昇進。同年10月10日、第6回党大会において党政治局員に選出
1985年4月13日、中央人民委員会により人民軍大将の称号を授与。
1988年2月、総参謀長を退任。呉と金正日の権勢が高まり自身を脅かすことになると考えた金日成による解任ともされる。同年9月、党民間防衛部部長に就任。
1989年、党中央委員に格下げとなるが、金正日の取り成しで党作戦部長に就任し、2009年まで党作戦部長として偽ドル札「スーパーノート」の製造や麻薬の製造・輸出などによる外貨獲得などの裏仕事を掌り「影の核心人物」とも呼ばれた。
2009年2月、国防委員会副委員長に就任。同年4月9日、最高人民会議第12期第1回会議において国防委員会副委員長に再選し、党作戦部長時代から引き続き外貨獲得業務を担った。
2010年頃から、自分以外の独占的な権力の存在を認めない金正日の意向から、張成沢と外貨獲得競争をさせられ、外貨誘致に関する利権をめぐって張成沢と対立関係が始まったとされている。
2011年12月に金正日が死去し、金正恩体制の発足となる2012年4月11日の第4回党代表者会においては、党政治局員候補の地位に留まった。
2013年に張成沢が失脚した際には、実質的に軍を掌握している実力者として報じられた。
2016年5月に開催された朝鮮労働党第7次大会で党中央委員会政治局員候補に選出されず、党中央委員にのみ選出された。また、同年6月29日に開催された第13期最高人民会議第4回会議では、国防委員会に代わって新設された朝鮮民主主義人民共和国国務委員会の委員に選出されなかった。
2019年3月に行われた最高人民会議第14期代議員選挙ではリストに名前がなく代議員にも再選されなかった。
2023年2月11日、朝鮮中央通信で同月9日に急性心不全で死去したことが報じられた。

## 日本人拉致問題
2002年9月17日の日朝首脳会談で、金正日は小泉純一郎首相に対し次のように述べた。
そして、処罰したとされるのが、チャン・ボンリムとキム・ソンチョルであった。2人は1998年、職権濫用を含む6件の容疑で裁判にかけられ、チャンは死刑、キムは15年の長期教化刑に処せられたという。しかし、この2人は対外情報調査部の副部長であって、作戦部副部長ではない。この2人は1997年8月の「調査部事件」で粛清された2人であって拉致問題とはまったく関係がない。また、対外情報調査部は工作船を有しておらず、工作船を用いた拉致事件は労働党作戦部によるものである。したがって、日本人拉致問題の責任を負うべきは、拉致の指示を出した金正日自身以外には、作戦部長だった呉克烈その人であるが、呉克烈は、特に何の処分も受けず、その後も作戦部長であり続けた。

## 顕彰
- 1982年、金日成勲章
- 1992年、金日成勲章